# Дейламан (бахш)
Дейламан (перс. دیلمان) — бахш в Ірані, в шагрестані Сіяхкаль остану Ґілян. За даними перепису 2006 року, його населення становило 12721 особу, які проживали у складі 3650 сімей.

## Дегестани
До складу бахша входять такі дегестани:
- Дейламан
- Пір-Кух